# Leiothlypis ruficapilla
A Leiothlypis ruficapilla a madarak osztályának verébalakúak (Passeriformes) rendjébe és az újvilági poszátafélék (Parulidae) családjába tartozó faj.

## Rendszerezése
A fajt Alexander Wilson angol zoológus írta le 1811-ben, a Sylvia nembe Sylvia ruficapilla néven. Sorolták a Vermivora nembe Vermivora ruficapilla néven, vagy az Oreothlypis nembe Oreothlypis ruficapilla néven is.

## Alfajai
- Leiothlypis ruficapilla ridgwayi Van Rossem, 1929
- Leiothlypis ruficapilla ruficapilla (A. Wilson, 1811)[2]

## Előfordulása
Észak-Amerikában költ, telelni délre vonul Mexikóig, kóborlásai során eljut Közép-Amerikáig. Természetes élőhelyei a mérsékelt övi erdők, szubtrópusi és trópusi síkvidéki és hegyi esőerdők. Vonuló faj.

## Megjelenése
A testhossza 12 centiméter, testtömege 7–12 gramm.
|  |

## Életmódja
Főleg rovarokkal és más gerinctelenekkel táplálkozik, de télen is nektárt és bogyókat is fogyaszt.

## Szaporodása
Fészekalja 4-5 tojásból áll.
|  |

## Természetvédelmi helyzete
Az elterjedési területe rendkívül nagy, egyedszáma pedig növekszik. A Természetvédelmi Világszövetség Vörös listáján nem fenyegetett fajként szerepel.